# ワールド・セントラル・キッチン
ワールド・セントラル・キッチン（World Central Kitchen; 略称: WCK）は、自然災害の発生に際して食事を提供するための非営利非政府組織である。2010年に料理人ホセ・アンドレスによって創設されたこの組織は、壊滅的地震に襲われたハイチで食事を提供した。その活動方法は、災害発生後ただちにまず最初の支援者となり、次に地域の料理人たちと協働し、飢餓の問題を解決するための活動を支援し活気づけることである。

## 災害救援

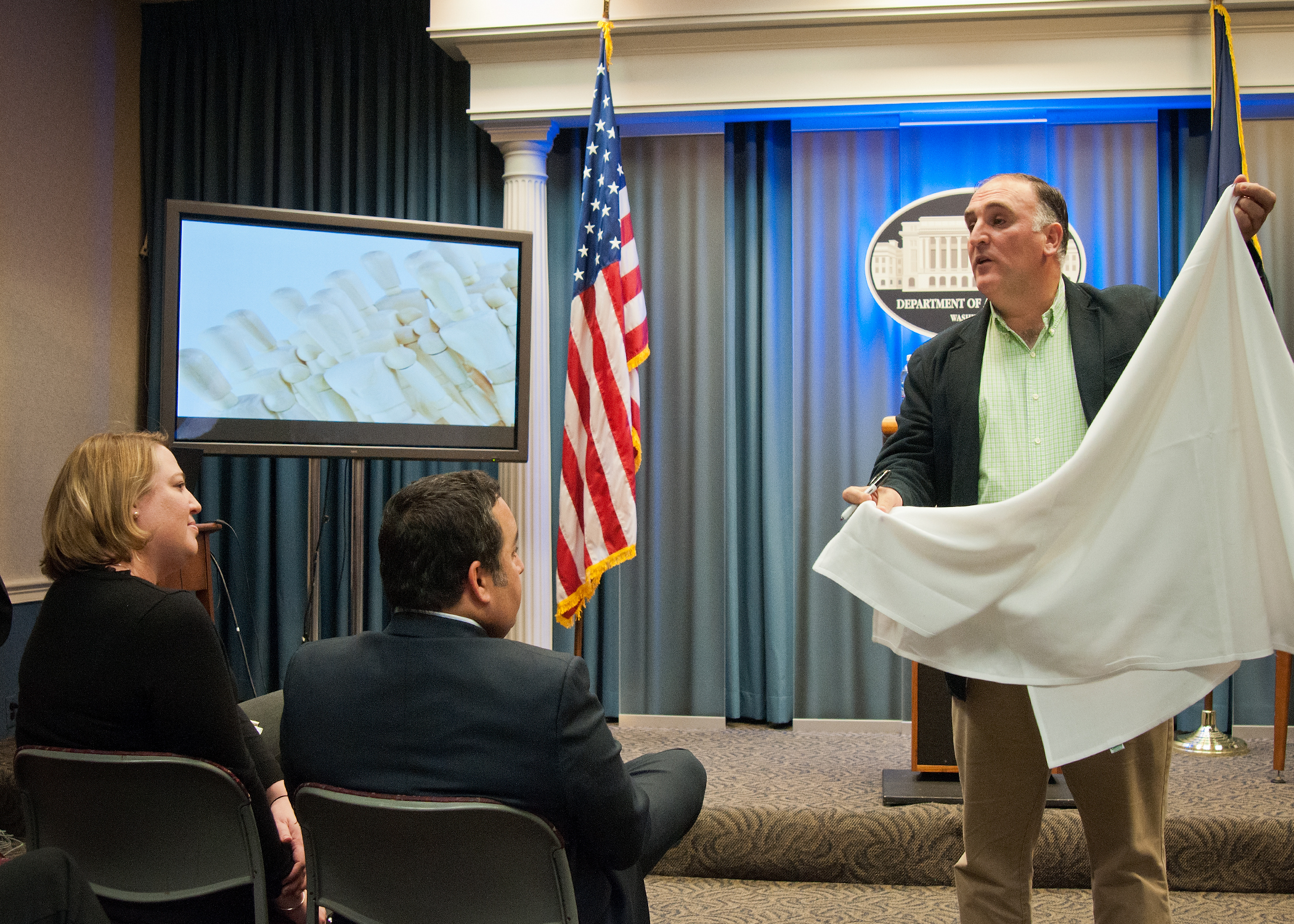
シェフのホセ・アンドレスとホワイトハウスのリエゾンスタッフ

創設以来、このNGOはドミニカ共和国、ニカラグア、ザンビア、ペルー、キューバ、ウガンダ、バハマ諸島、カンボジア、ウクライナ、そしてアメリカ合衆国で食事を提供してきている。

### プエルトリコのハリケーン・マリア救援
2017年にプエルトリコで起きたハリケーン・マリアの発生による救援で、ホセ・アンドレスはリーダーとして頭角を現した。彼の援助提供はFEMA（アメリカ合衆国連邦緊急事態管理庁）と政府官僚から妨害を受け、「我々はとにかく料理を始めた」。彼は地元の料理人やヴォランティアの草の根運動を組織して、通信手段や食品調達を整備し、食事を提供できるようにした。アンドレスと彼が率いるワールド・セントラル・キッチン（WCK）はハリケーンの1か月後までに、200万食以上の食事を提供した。WCKはFEMAの短期契約を2つ受け、救世軍や赤十字よりも多くの食事を提供したにもかかわらず、長期間の支援申請は却下された。WCKは島に復興センターを立ち上げ、大気圧水生成装置を主都サン・ファンの温室に設置して安全な飲料水を提供した。
プエルトリコでの取り組みが評価され、アンドレスはジェームズ・ビアード財団により2018年の人道支援家に選ばれた。彼はこの経験をWe Fed an Island: The True Story of Rebuilding Puerto Rico, One Meal at a Time（日本語訳『島を救ったキッチン : シェフの災害支援日記inハリケーン被災地・プエルトリコ』）として出版した。

### 2017年–2019年の活動

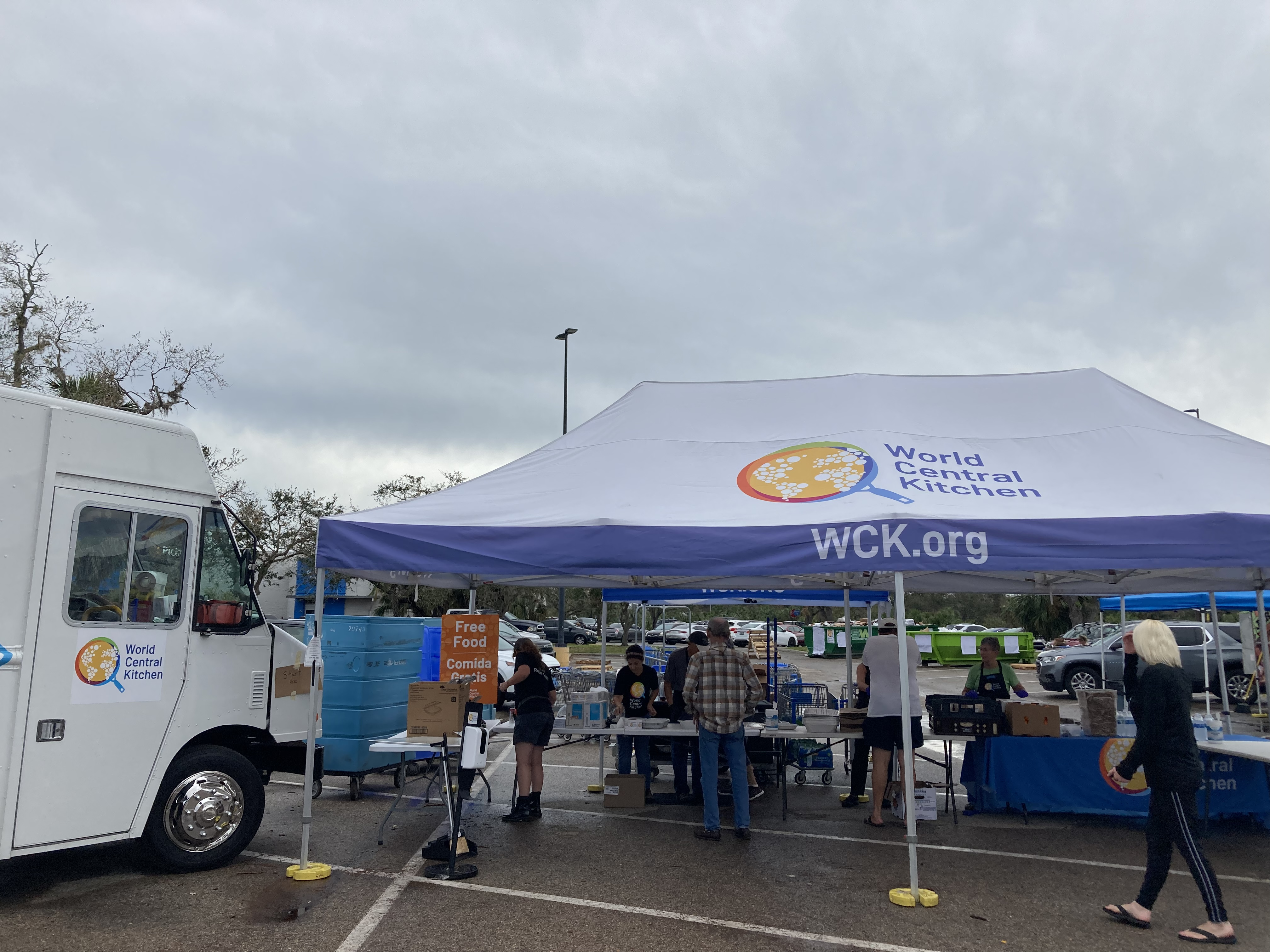
ハリケーン・イアンの後でフロリダ州ポートシャーロットに設置されたワールド・セントラル・キッチン

2017年8月、WCKはアメリカ赤十字社と共にテキサス州ヒューストンで、ハリケーン・ハービー後の救援にあたった。同年12月には南カリフォルニアのベンチュラ郡で、消防士や救援者を援助し、トーマス火災と呼ばれる山火事に遭遇した住民に食事を提供した。
2018年ハワイ島プナ地区南部の火山活動の際にも、WCKはハワイの住民たちに食事を提供した。同年9月、WCKは南カリフォルニアでハリケーン・フローレンス後の救援にあたった。11月にはWCKとアンドレスは料理人のガイ・フィエリ、タイラー・フローレンス、そして地元企業のシエラネヴァダ醸造会社と協力して、カリフォルニア州ビュート郡でキャンプファイアと呼ばれる山火事の被災者に15,000食の感謝祭ディナーを提供した。
2019年1月には、政府封鎖で一時解雇された連邦政府職員のために、WCKとアンドレスはワシントンDCのペンシルベニア通りでレストランを開いた。9月にはバハマ諸島に赴き、ハリケーン・ドリアンの被災者を救援した。10月にはカリフォルニア州ソノマ郡で、キンケイド山火事の間にガイ・フィエリら地元料理人と活動した。

### 2020年から現在
2020年3月初旬、クルーズ船グランド・プリンセスは新型コロナウィルス感染症発生のためにサンフランシスコ港近くで検疫のため係留された。WCKはコンパス・グループ傘下のボナペティ会社と連携して、物流制限下に取り残された何千人もの乗船客を約1週間にわたって支援した。50,000食以上の食事がこの災難時に提供された。
3月中旬には、アンドレスはニューヨークとワシントンDCに8つある彼のレストランをスープ・キッチンに改装し、コロナ禍にある客を支援した。
3月下旬にサンフランシスコ湾でWCKはFrontline Foods社と連携し、コロナウィルスによる閉鎖で悪影響を受けた地元病院のスタッフに、地元のレストランから食事を提供するオープンソースの活動を始めた。この活動は後にFrontline Foods社が責任と管理を引き継いだ。
4月の間、アンドレスはWCKおよびメジャーリーグのワシントン・ナショナルズと協力し、ワシントンDCにあるチームのスタジアムの施設を厨房と食堂として無料給食を提供した。
2022年2月下旬、アンドレスとWCKはロシアのウクライナ侵攻の間に、激しい爆撃を受けたウクライナのハルキウなど複数箇所で食事を提供した。3月2日、WCKはウクライナとポーランドの国境に8つのキッチンを開設した。
2023年2月、WCKはトルコ・シリア地震発生を受け、トルコとシリアの各地に移動キッチンを設置した。
2024年4月1日、2023年パレスチナ・イスラエル戦争のさなかガザ地区のデイル・アル＝バラフで人道支援活動を行っていた職員7人が殺害された（ワールド・セントラル・キッチンの救援車列に対する攻撃）ことを公表し、翌2日にはイスラエルのベンヤミン・ネタニヤフ首相が同国軍による空爆で職員が死亡したことを認めた。ネタニヤフは再発防止と調査を約束したが国際社会からの批判は収まらず、アンドレスは意図的な攻撃だったと批判した。イスラエル軍は4月5日に調査結果を公表し、軍に重大なミスと手続き違反があったとして将校2人が解任された。

## 栄誉
- WCKとの活動に対し、ホセ・アンドレスはジェームズ・ビアード財団から2018年の人道支援家に選ばれた[38]。
- WCKとの活動に対し、ホセ・アンドレスはタイム誌の2018年「世界で最も影響力のある100人」の一人に選ばれた[39]。
- WCKとの活動に対し、ホセ・アンドレスはスペインの2021年アストゥリアス皇太子賞平和部門賞を受賞した[40]。
- WCKとの活動に対し、ホセ・アンドレスはアマゾン共同創設者ジェフ・ベゾスから2021年勇気と礼節賞（英語版）を受賞した[41]。